# گاتان دوگاس
گاتان دوگاس (به انگلیسی: Gaëtan Dugas) زاده ۲۰ فوریهٔ ۱۹۵۳ – درگذشته ۳۰ مارس ۱۹۸۴ یک مهماندار هواپیمای کانادایی بود. او نزدیک به سه دهه به اشتباه به عنوان بیمار صفر ایدز شناخته می‌شد.

## بیمار صفر
او یکی از نخستین بیماران مبتلا به اچ‌آی‌وی بود و مدت‌ها به اشتباه به عنوان بیمار صفر یا نخستین مورد ایدز در ایالات متحده آمریکا شناخته می‌شد. سه دهه بعد دانشمندان اعلام کردند که او نخستین بیمار نبوده‌است و مشخص شد که موارد بسیاری پیش از او به این بیماری مبتلا بوده‌اند. مجله نیچر در سپتامبر ۲۰۱۶ گزارش مفصلی در این مورد ارائه کرد و نشان داد که ویروس اچ‌آی‌وی در اوایل دهه ۱۹۷۰ (میلادی) از منطقه کارائیب وارد آمریکا شده بود.

## زندگی
دوگاس به عنوان یک مهماندار هواپیما پرواز برای شرکت ایر کانادا مشغول به کار بود. وی در مارس ۱۹۸۴ در شهر کبک در اثر نارسایی کلیه ناشی از ایدز درگذشت.

## بدرفتاری
احتمالاً در طول تاریخ با هیچ بیماری به اندازه این مهماندار  بدرفتاری نشده‌است.